# Mitzpe Ramon

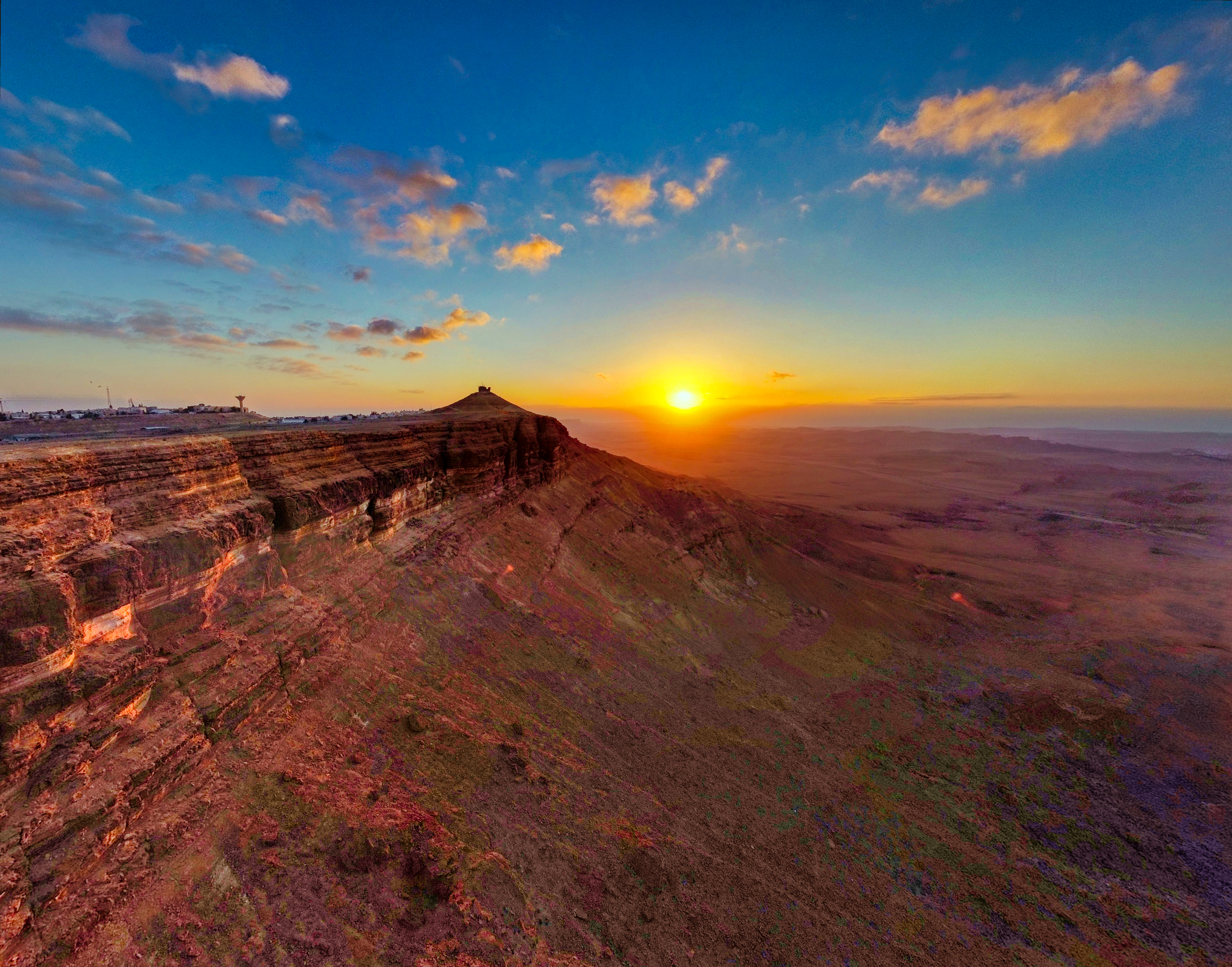
Mitzpe Ramon am Rand des Machtesch Ramon

Mitzpe Ramon (auch Mizpe Ramon, hebräisch מִצְפֵּה רָמוֹן Mitzpeh Ramōn, deutsch ‚Warte des [Kraters] Ramon‘) ist ein israelischer Lokalverband (Kleinstadt) in der zentralen Negev-Wüste, etwa 80 Kilometer südlich von Be’er Scheva.

## Geschichte und heutige Stadt
Mitzpe Ramon entstand wie viele andere israelische Entwicklungstädte nach der israelischen Staatsgründung. Zunächst wurde 1953 ein Camp für die Bauarbeiter der Straße nach Eilat eingerichtet, später ging daraus die Stadt hervor. Sie war als städtisches Zentrum im zentralen Negev geplant und sollte unter anderem dem Ziel dienen, Bodenschätze in der Umgebung abzubauen. Vor dem Bau der Fernstraße  durch das Aravatal im Jahr 1966 führte die , die bis dahin einzige Straße nach Eilat, durch Mitzpe Ramon und trug zum Wachstum der Siedlung bei; inzwischen hat diese Straße jedoch nur noch eine untergeordnete Bedeutung.
Aufgrund seiner Abgeschiedenheit konnte sich der Ort nicht zu einem bedeutsamen Zentralort entwickeln. Lange Zeit stagnierte die Einwohnerzahl zwischen 4000 und 5000. Ende 2005 waren es rund 4500, Ende 2006 rund 4300. Erst in den 2010er Jahren stieg die Einwohnerzahl allmählich an. Mitzpe Ramon hatte im Jahr 2018 5221 Einwohner.

## Klima
Durch die Lage in der Wüste hat Mitzpe Ramon ein trockenes, durch die Höhenlage von knapp 900 m allerdings auch vergleichsweise kühles Klima. Regen fällt nur selten, die natürliche Vegetation ist daher so gering, dass sie nicht einmal mehr für eine extensive Beweidung des Geländes durch Nomaden ausreicht.
|                       | Jan  | Feb  | Mär  | Apr  | Mai  | Jun  | Jul  | Aug  | Sep  | Okt  | Nov  | Dez  |   |      |
| Mittl. Tagesmax. (°C) | 13,3 | 14,6 | 18,2 | 22,9 | 26,9 | 29,3 | 31,0 | 30,7 | 28,4 | 25,1 | 19,9 | 15,5 | ⌀ | 23   |
| Mittl. Tagesmin. (°C) | 6,6  | 6,9  | 8,8  | 11,8 | 15,4 | 17,6 | 19,7 | 19,3 | 17,6 | 15,5 | 12,2 | 8,7  | ⌀ | 13,4 |
|                       |      |      |      |      |      |      |      |      |      |      |      |      |   |      |
| Niederschlag (mm)     | 18,6 | 13,2 | 11,5 | 2,9  | 1,5  | 0,0  | 0,0  | 0,0  | 0,1  | 4,1  | 5,7  | 11,6 | Σ | 69,2 |
|                       |      |      |      |      |      |      |      |      |      |      |      |      |   |      |
| Regentage (d)         | 5,6  | 5,1  | 3,9  | 1,2  | 0,6  | 0,0  | 0,0  | 0,0  | 0,1  | 1,2  | 2,1  | 3,8  | Σ | 23,6 |

| 6,6 |

| 6,9 |

| 8,8 |

| 11,8 |

| 15,4 |

| 17,6 |

| 19,7 |

| 19,3 |

| 17,6 |

| 15,5 |

| 12,2 |

| 8,7 |

| 6,6 |

| 6,9 |

| 8,8 |

| 11,8 |

| 15,4 |

| 17,6 |

| 19,7 |

| 19,3 |

| 17,6 |

| 15,5 |

| 12,2 |

| 8,7 |

## Wirtschaft
Ein wichtiger wirtschaftlicher Faktor ist (neben der Industrie) die israelische Armee, die in Mitzpe Ramon eine ganze Reihe militärischer Einrichtungen betreibt. Eine gewisse Bedeutung hat auch der Tourismus: Die Stadt liegt am Rande des Machtesch Ramon, des größten Erosionskraters im Negev. In Mitzpe Ramon befinden sich ein Informationszentrum über den Krater und Aussichtspunkte, außerdem ist die Stadt Ausgangspunkt für Exkursionen in den Krater. Mitzpe Ramon ist ein Zugangspunkt zum Israel National Trail, Israels längstem Fernwanderweg. Etwas nördlich der Stadt befinden sich außerdem die nabatäische Ruinenstadt Avdat und der Kibbuz Sede Boker, in dem der israelische Staatsgründer David Ben-Gurion ein Haus hatte.